# Unione dei comuni "Cominium"
L'Unione dei comuni "Cominium" è un ente locale sovracomunale, con autonomia statutaria, che riunisce sei comuni contigui di Atina, Belmonte Castello, Casalattico, Picinisco, Terelle e Villa Latina.

## Comuni appartenenti all'unione
| Comune            | Popolazione (ab) | Superficie (km²) | Stemma |
| ----------------- | ---------------- | ---------------- | ------ |
| Atina             | 4.132            | 29,81            |        |
| Villa Latina      | 1.154            | 17,02            |        |
| Picinisco         | 1.121            | 62,02            |        |
| Belmonte Castello | 686              | 14,24            |        |
| Casalattico       | 532              | 23,07            |        |
| Terelle           | 305              | 31,67            |        |

L'unione è estesa per 183 km² su di un territorio con quote che variano da 369 m s.l.m. (Belmonte Castello) fino a 905 m s.l.m. (Terelle).

## Costituzione
L'atto costitutivo dell'Unione dei comuni "Cominium" è stato firmato il 1 gennaio 2002.

## Sede
La sede dell'unione è fissata nel comune di Atina, in piazza Volsci snc.

## Organi
Il Consiglio dell'Unione dei comuni è composto dai sindaci (o delegati) dei comuni appartenenti e da due consiglieri, uno di maggioranza, l'altro di minoranza, per ogni comune. La Giunta dell'Unione è composta da tutti i sindaci dei comuni. La carica di presidente è ricoperta da ciascun sindaco a turno per un anno, partendo dal sindaco del comune più grande fino a quello più piccolo, mentre la carica di vicepresidente è ricoperta dal sindaco destinato a ricoprire ad essere presidente l'anno successivo.